# Конча Мендес
Конча Мендес (на испански: Concha Méndez) е испанска поетеса и драматуржка.
Родена е на 27 юли 1898 година в Мадрид в заможно семейство. В продължение на няколко години е сгодена за бъдещия режисьор Луис Бунюел.
Под влияние на поета Рафаел Алберти се включва в литературното движение Поколение '27 и през 1926 година издава първата си стихосбирка. През 1932 година се жени за поета от същия кръг Мануел Алтолагире, с когото живее в европейски страни, като се занимава и с издателска дейност.
В навечерието на Втората световна война двамата заминават за Куба, а след това се установяват в Мексико. Конча Мендес умира в град Мексико на 7 декември 1986 година.